# Šljivovik (Svrljig)
Pour les articles homonymes, voir Šljivovik.
Šljivovik (en serbe cyrillique : Шљивовик) est un village de Serbie situé dans la municipalité de Svrljig, district de Nišava. Au recensement de 2011, il comptait 13 habitants.

## Démographie
| 1948 | 1953 | 1961 | 1971 | 1981 | 1991 | 2002 | 2011 |
| ---- | ---- | ---- | ---- | ---- | ---- | ---- | ---- |
| 734  | 612  | 522  | 363  | 209  | 75   | 41   | 13   |

|  |